# William Stuhr
William Stuhr (* 10. Februar 1882 in Aalborg; † 1. August 1958 Skagen) war ein dänischer Maler in der Nachfolge der Künstlerkolonie Skagen.

## Leben
Stuhr war der Sohn des Maschinenfabrikanten Carl Christopher Stuhr (1839–1927) und dessen Frau Dorothea Marie (geborene Jensen, 1851–1911). Er erlernte die Malerei zunächst von 1900 bis 1901 auf der Aalborg Teknisk skole und besuchte von 1904 bis 1907 die Malschule von Peder Severin Krøyer in Kopenhagen, wo Laurits Tuxen und Johan Gudmann Rohde seine Lehrer waren. Er unternahm in den Jahren 1901 bis 1904 Reisen nach Deutschland, Frankreich, Italien und die Schweiz, reiste 1907 bis 1908 über Paris, wo er auf den  Pointillisten Georges Seurat traf, weiter nach Madrid und 1911 bis 1912 wieder über Paris nach Florenz. Es folgten weitere Aufenthalte in Paris (1923) und eine Reise in die USA, wobei er sich 1925 in New York und 1926 in Florida, Palm Beach und den Bahamas aufhielt. 1929 besuchte er Venedig.
Stuhr bekam mehrere Stipendien so unter anderem 1913 „De Bielkeske Legater“, 1914 „Den Hielmstierne-Rosencroneske Stiftelse“, 1916 „Ronges legat“, 1916 und 1924 „Den Raben-Levetzauske Fond“, 1917 „Krafts legat“. Er nahm regelmäßig mit seinen Werken an Ausstellungen teil, beispielsweise ab 1911 im Schloss Charlottenborg in Kopenhagen, in Charleville oder 1929 in Toronto. Werke von ihm befinden sich unter anderem in den dänischen Museen von Aalborg und Skagen. In seinen ausgesprochen farbenfrohen und leuchtenden Landschafts- und Blumenbildern ist der impressionistisch-pointillistische Einfluss seiner Pariser Studien erkennbar. Neben eigenen Werken kopierte er auch alte Meister.
Er gehört zur zweiten Generation der Künstlerkolonie von Skagen an der Nordspitze von Jütland.

## Familie
Am 25. Januar 1911 heiratete er in Kopenhagen die aus Flensburg stammende Louise Anna Catharine (geborene Rickertsen, * 8. März 1885), eine Tochter des Vilhelm Nicolaus Rickertsen und der Catharine (geborene Jürgensen). 1912 zog das Paar nach Skagen. Hier kaufte Stuhr im Jahr 1916 ein Haus im Svallerbakken 12 in Vesterby und ließ ein Atelier bauen. Er wurde manchmal als „Skagenhavnens Maler“ bezeichnet, er wählte seine Motive aber an unterschiedlichen Orten Skagens, bevorzugt im Umfeld von Vesterby. In seinem Garten pflanzte er in jedem Jahr Sonnenblumen, die er in vielen Blumenbildern verewigte. Den Winter verbrachte er in Christianshavn.
Stuhr hatte mehrere ältere Geschwister:
- Ane Martine Stuhr (* 2. Oktober 1873)
- Henriette Wilhemine Stuhr (* 20. Oktober 1875)
- Peter Philip Stuhr (* 8. Januar 1877)
- Immanuel Stuhr (17. Juni 1879 bis 1. Januar 1956).